# Bronzetrogon

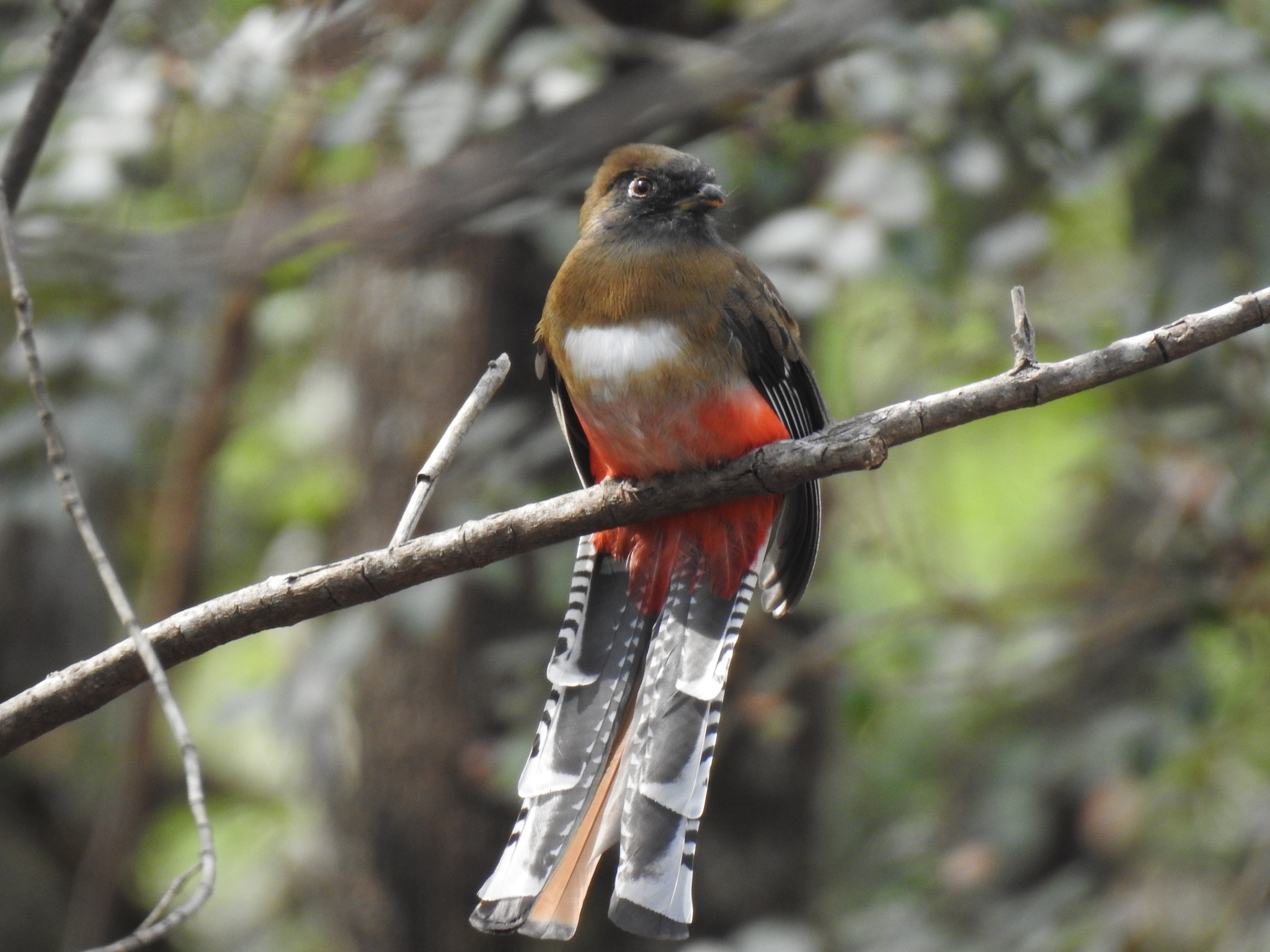
Bronzetrogon, Weibchen

Verbreitungsgebiet des Bronzetrogons

Der Bronzetrogon (Trogon mexicanus), Syn. Trogon glocitans, Trogon morgani, Trogonurus mexicanus (Bonaparte, 1854) ist eine Vogelart aus der Familie der Trogone (Trogonidae). Der Artzusatz bezieht sich auf Mexiko. Im Englischen heißt die Art „Mountain Trogon“ (Berg-Trogon) in Anlehnung an deren typischer Verbreitung.

## Verbreitung und Lebensraum
Die Art kommt in Teilen Mexikos (sie fehlt auf der Yucatán-Halbinsel), in Honduras und in Guatemala vor, als Irrgast auch in El Salvador.
Der Lebensraum umfasst die Hochwälder des nördlichen Mittelamerikas von 1200 bis 3500 m Höhe. In Mexiko kommt die Art in feuchten Bergwäldern, Kiefern-Eichen-Wäldern und immergrünen Kiefernwäldern vor. Im westlichen Guatemala lebt der Bronzetrogon in den Bergen in Höhen von 800 bis 2900 m und zeigt eine deutliche Präferenz für Eichen- und Zypressenwälder. In Honduras kommt er in Kiefernwäldern und Kiefern-Eichen-Wäldern oberhalb von 1200 m Höhe vor, geht hin und wieder aber bis in Lagen von 600 m Höhe hinab. Auch Sekundärwälder werden toleriert.

## Merkmale
Die Art ist 29–31 cm groß, wiegt etwa 69 g. Das Männchen hat einen gelben Schnabel, orangeroten Augenring, Gesicht und Kehle sind schwärzlich, Kopfkappe, Nacken und Oberseite sind metallisch grün. Die Flügel sind schwärzlich mit grauem Spiegel, die Schwanzoberseite ist grün, leicht bläulich mit schwarzer Spitze. Die Brust ist grün und von der roten Unterseite mit einem breiten weißen Band abgesetzt. Die Schwanzunterseite ist schwarz, mit breiten Spitzen und Binden. Die Iris ist dunkel.
Das Weibchen ist braun, der Schwanz rotbraun, mit schmaler schwarzer Schwanzspitze, das weiße Brustband ist schmaler, die untere Brust hellbraun, der Bauch ist rot. Der Schnabel ist dunkel, die Schwanzunterseite trägt weniger breite weiße Binden, der weiße Augenring ist nicht geschlossen, das Gesicht ist grau.
Jungvögel sehen weibchenartig aus, haben aber gelbbraune Flecken auf den Flügeldecken, der Augenring ist gelblichbraun.
Das Männchen unterscheidet sich vom Kupfertrogon (Trogon elegans) durch das Muster der Schwanzunterseite und durch das Fehlen des kupferfarbenen Schimmers auf der Schwanzoberseite. Das Weibchen unterscheidet sich durch das Fehlen des deutlichen Hinteraugenstreifens vom Kupfertrogon.

## Geografische Variation
Es werden folgende Unterarten anerkannt:
- T. m. clarus Griscom, 1932[9] – Hochland im Nordwesten Mexikos, Weibchen blasser von Ohrdecken bis Brust
- T. m. mexicanus Swainson, 1827, Nominatform – Mexiko (Westen, Osten und Süden) bis Honduras und Norden El Salvadors

Die vorgeschlagenen Unterart T. m. lutescens Griscom, 1932 wird als nicht abgrenzbar angesehen.

## Stimme
Der Gesang wird als Folge von 3–15 doppelten Pfeiflauten "kyow-kyow kyow-kyow kyow-kyow" beschrieben, mitunter von einer weniger scharfen, schneller werdenden Folge von 10–14 Lauten "hu-hu-hu-hu-hu-hu-huhuhuhu" gefolgt.

## Lebensweise
Die Art ist großteils ein Standvogel, in kalten und trockenen Monaten steigt sie in etwas niedrigere Lagen ab. Im Norden der Ausbreitungsgebietes ist die Art ein Teilzieher.
Die Nahrung besteht hauptsächlich aus Insekten, die auch mal in gemischten Jagdgemeinschaften gesucht werden.
Die Brutzeit liegt in Mexiko zwischen April und Juni, in Guatemala zwischen März und Mai.
Das Nest wird in Baumhöhlen oder verrottenden Baumstümpfen meist dicht am Boden angelegt. Das Gelege besteht aus 2–3 Eiern, die über 19 Tage bebrütet werden. Die Küken sind nach etwa 2 Wochen flügge.

## Gefährdungssituation
Der Bestand gilt als „nicht gefährdet“ (least Concern).